# Gynoug
Gynoug (ジノーグ?) è un videogioco sparatutto pubblicato nel 1991 da Masaya per Sega Mega Drive. Distribuito in America Settentrionale da DreamWorks con il titolo Wings of Wor, il gioco è stato commercializzato in Europa da SEGA. Nel 2008 è stata realizzata una conversione per Wii disponibile in Giappone tramite Virtual Console.